# Aeroportul Querétaro
Aeroportul Querétaro (IATA: QRO, ICAO: MMQT) este un aeroport din Colón Municipality⁠(d), Querétaro, Mexic ce deservește zona Querétaro. Aeroportul a fost tranzitat în 2023 de 1.767.376 de pasageri. A fost numit după zona deservită.
Situat la o altitudine de 1.917 m, aeroportul dispune de 1 pistă.

## Infrastructură

### Piste
Aeroportul dispune de o singură pistă. Pista 09/27 are suprafața de beton și dimensiunile 3.500 m × 45 m. 